# Solar Power
Solar Power é o terceiro álbum de estúdio da cantora e compositora neozelandesa Lorde, lançado no dia 20 de agosto de 2021 pela Universal Music. Lorde escreveu e produziu o álbum com o músico estadunidense Jack Antonoff, colaboração que já havia ocorrido em seu segundo álbum de estúdio, Melodrama (2017). Ela optou por não lançar CDs por razões ambientais, lançando Solar Power em plataformas digitais, serviços de streaming e discos de vinil apenas.
O álbum foi precedido por Going South, um livro lançado em junho de 2021 recontando a visita de Lorde à Antártida em 2019, que ela considerou uma precursora do álbum. Ela disse que o título Solar Power foi inspirado pela viagem, e que ela "sentiu que poderia só relaxar um pouco" criando o álbum. Três singles foram lançados antes do álbum: "Solar Power", "Stoned at the Nail Salon" e "Mood Ring".
Classificado por Lorde como seu "álbum de maconha", Solar Power é um projeto de indie folk e psicodélico carregado por violões, marcando uma separação da música de sintetizadores e dançante de seus trabalhos anteriores. As letras do álbum giram em torno de solipsismo e escapismo de verão, focando principalmente no tempo de lazer de Lorde na Nova Zelândia, simultaneamente expressando seu desdém pela fama e pela cultura de celebridades. O álbum polarizou críticos de música, que foram majoritariamente positivos em relação aos vocais mais maduros de Lorde mas se dividiram quanto à sua composição; alguns críticos elogiaram a música relaxada e temas perceptivos, enquanto o resto considerou seu som inacabado e letras desapaixonadas. Para promover o álbum, Lorde irá embarcar em sua terceira turnê, intitulada Solar Power Tour, a partir de fevereiro de 2022. Ela passará pela Oceania, América do Norte e Europa.

## Antecedentes e gravação
Em junho de 2017, o segundo álbum de estúdio de Lorde foi lançado, intitulado Melodrama, sendo aclamado criticamente, liderando várias listas de melhores álbuns do ano por críticos de música, mas não obteve o mesmo sucesso comercial de seu álbum de estreia, Pure Heroine (2013). Em outubro do ano seguinte, ela revelou aos fãs em um boletim informativo que estava aprendendo a tocar piano e esperava que seu terceiro álbum "nascesse" do instrumento; entretanto, ela também divulgou que apesar disso ela ainda não tinha "começado propriamente o próximo álbum" e não tinha certeza sobre quando este estaria pronto. No segundo aniversário do lançamento de Melodrama, Lorde confirmou aos fãs no Instagram que o álbum estava "no forno," também revelando que havia começado a assar pães e adotado um cão e um gato.
A cantora fez sua primeira apresentação pública depois da conclusão de sua turnê Melodrama World Tour em abril de 2019 em um concerto beneficente para as vítimas dos atentados a mesquitas de Christchurch, que haviam ocorrido no mês anterior. Mais tarde naquele ano, Lorde revelou que o álbum seria adiado indefinidamente depois da morte de seu cão Pearl, que havia sofrido de diversas doenças; ela explicou que o cão tinha sido parte importante do processo criativo do álbum e que "vai levar algum tempo e recalibração, agora que não há nenhum guia à frente [dela], para ver o que este trabalho vai ser." Ela adicionou que o álbum "não vai ser o mesmo trabalho" graças ao impacto da morte de Pearl, escrevendo: "Quando esta grande perda cristalizar dentro de mim, e meu peito se reconstruir à volta dela, espero que eu consiga terminar, e compartilhar com vocês, e vamos todos crescer juntos, como sempre fazemos."

Em uma entrevista à Triple J em março de 2020, Lorde revelou que estava trabalhando em "pedaços" que estavam "começando a tomar uma forma muito animadora," mas adicionou que ela ainda "não tinha ideia de quando as coisas iriam acontecer." Quando questionada se estava trabalhando em novo material em uma entrevista diferente no mês seguinte, ela respondeu que "tem sido um ano bem produtivo." Naquele mês de maio, a cantora escreveu em um boletim informativo que havia retornado ao estúdio em dezembro e gravou música com Jack Antonoff, com quem ela havia colaborado em Melodrama, em Auckland e Los Angeles; ela adicionou que, devido à pandemia de COVID-19, os dois estavam trabalhando remotamente. Malay também revelou que estava muito envolvido na criação de seu terceiro álbum. Em 21 de junho, a lista de faixas e data de lançamento do álbum foram reveladas.
Bem, eu achei que eu faria esse grande álbum de ácido, mas eu não acho que foi um álbum de ácido. Eu tive uma experiência ruim com ácido nesse álbum e pensei tipo, meh, é um álbum de maconha. É um dos meus grandes álbuns de maconha.

— Lorde sobre a natureza de Solar Power, The New York Times
Em uma entrevista à The New York Times em agosto de 2021, Lorde afirmou: "eu não fiz um álbum do Jack Antonoff, eu fiz um álbum da Lorde e ele me ajudou a fazê-lo e definitivamente deferiu a mim quanto à produção e arranjos". Ela também disse que usou uma única caixa 808 no álbum inteiro, e que "definitivamente não tem um hit [...] porque eu nem sei o que hits são agora", comentando sobre as perspectivas comerciais de Solar Power, onde ela "sentiu que podia só relaxar um pouco." Ela descreveu a primeira faixa do álbum, "The Path", como "meio que uma tese para o álbum".

## Arte de capa
A imagem de capa foi fotografada pela amiga de Lorde, Ophelia, mostrando as nádegas de Lorde. A arte de capa foi lançada na página oficial de Lorde e na conta oficial no Instagram de seu frequente colaborador, Jack Antonoff, no dia 7 de junho de 2021, e foi largamente compartilhada nas redes sociais. Entretanto, graças a uma aplicação de DMCA em larga escala, muitas contas no Twitter compartilhando a capa foram bloqueadas por várias horas. A foto rapidamente viralizou online. Lorde respondeu que, "é uma experiência peculiar pensando sobre todo mundo na sua vida vendo sua bunda. Eu não tenho arrependimentos. Eu amo essa capa e estou feliz que é assim que as pessoas vejam a minha bunda." Há outra versão da arte de capa, que esconde a bunda de Lorde com a luz do sol. Essa versão foi mostrada para usuários do Spotify no Japão, usuários de plataformas chinesas como NetEase Cloud Music e QQ Music, e usuários da Apple Music na China continental, Hong Kong, Japão, Arábia Saudita e Emirados Árabes Unidos.

## Música e letras
Críticos descreveram Solar Power como um álbum de indie folk, folk-pop e psicodélico, mais especificamente dos estilos de folk psicodélico e pop psicodélico. Ele enfatiza guitarras, geralmente acústicas, complementadas por elementos eletrônicos e de soft rock. Evitando os sons proeminentes de 808s, dance pop e sintetizadores dos trabalhos anteriores de Lorde, Solar Power opta por uma sonoridade mais "orgânica", "terrosa", e acústica, com arranjos simplificados, progressões imprevisíveis, percussão escassa e baterias mínimas. O álbum fala sobre escapismo, restrospecção, introspecção e solipsismo, discutindo sobre tópicos como vida social, cultura de celebridades, luto, crise climática e reconexão com a natureza.

### Canções
A primeira faixa do álbum, "The Path", conta com "melodias sombrias e melancólicas de flautas" sob os vocais de Lorde, com o verso "if you're looking for a saviour, that's not me" (lit. "se você está procurando por um salvador, não sou eu") dirigido a seus fãs. A canção também fala sobre a pressão da fama, com o verso "teen millionaire having nightmares from the camera flash" (lit. "adolescente milionária tendo pesadelos com o flash da câmera"). Depois de "Solar Power", a terceira canção no álbum é "California", que começa com uma referência a "Royals" de Lorde recebendo o Grammy de Canção do Ano, entregue por Carole King. O The Daily Telegraph chamou "California" de "um adeus lúdico a Hollywood". Quando perguntada sobre que canção de Solar Power ela estava mais animada para dançar em uma entrevista em julho de 2021, Lorde respondeu "California".
A quinta faixa do álbum é "Fallen Fruit", que Laura Snapes do The Guardian descreveu antes do lançamento do álbum como um "lamento flower power sobre o Éden estragado que sua geração herdou". Ela serve como uma condenação das gerações anteriores por sua inação sobre as mudanças climáticas.

## Promoção
Em outubro de 2020, Lorde pediu aos fãs que votassem na eleição geral da Nova Zelândia, bem como nos referendos para a legalização do uso pessoal de canábis e da eutanásia, e adicionou: "no ano que vem, eu lhes darei algo em troca." No mês seguinte, ela anunciou o lançamento de seu livro Going South, um livro de memórias documentando sua visita à Antártida no início de 2019, e adicionou que ele "é meio que um precursor perfeito [...] de uma forma abstrata" a seu álbum futuro; ela mais tarde revelou que o título do álbum foi inspirado na viagem. Em 25 de maio de 2021, ela foi anunciada como uma cabeça de cartaz no festival de música Primavera Sound de 2022, com o website do festival revelando que ela "emergirá de sua aposentadoria com seu terceiro álbum." Em 7 de junho, fãs vazaram o título e arte de capa de um single intitulado "Solar Power". Lorde consequentemente indicou seu lançamento em seu website acima da mensagem "chegando em 2021...Paciência é uma virtude." Em 10 de junho, a canção foi vazada em dbree.org, um website de armazenamento na nuvem, e momentaneamente disponibilizada nos serviços Apple Music e Tidal em alguns países antes de ser rapidamente tirada do ar. Ela foi oficialmente lançada naquela tarde, coincidindo com o eclipse solar daquele dia. Lorde depois confirmou que seu álbum futuro também seria intitulado Solar Power em seu boletim informativo. Para promover o álbum, uma turnê está marcada para começar no dia 26 de fevereiro de 2022, com datas de apresentações na Oceania, América do Norte e Europa.

### Singles
"Solar Power", a faixa que dá nome ao álbum, foi lançada em 10 de junho de 2021, como primeiro single de Solar Power. O lançamento foi acompanhado de um videoclipe, dirigido por Lorde e Joel Kefali, que foi lançado no canal oficial da cantora no YouTube no mesmo dia. "Stoned at the Nail Salon" foi lançada como seu segundo single em 21 de julho e apresentada ao vivo pela primeira vez no mesmo dia no programa Late Night with Seth Meyers. Em 17 de agosto de 2021, "Mood Ring" foi lançado com o terceiro single do álbum. Um videoclipe para a canção foi lançado simultaneamente.

## Alinhamento de faixas
A lista de faixas de Solar Power foi revelada por Lorde em seu boletim informativo no dia 21 de junho de 2021.
| Solar Power – Versão padrão |                                           |                                         |                           |         |  |
| N.º                         | Título                                    | Compositor(es)                          | Produtor(es)              | Duração |  |
| 1.                          | "The Path"                                | Ella Yelich-O'Connor                    | Lorde Jack Antonoff Malay | 3:41    |  |
| 2.                          | "Solar Power"                             | Yelich-O'Connor Jack Antonoff           | Lorde Antonoff            | 3:13    |  |
| 3.                          | "California"                              | Yelich-O'Connor Antonoff                | Lorde Antonoff            | 3:11    |  |
| 4.                          | "Stoned at the Nail Salon"                | Yelich-O'Connor Antonoff                | Lorde Antonoff            | 4:26    |  |
| 5.                          | "Fallen Fruit"                            | Yelich-O'Connor Antonoff                | Lorde Antonoff            | 3:58    |  |
| 6.                          | "Secrets from a Girl (Who's Seen It All)" | Yelich-O'Connor Antonoff Robin Carlsson | Lorde Antonoff            | 3:38    |  |
| 7.                          | "The Man with the Axe"                    | Yelich-O'Connor                         | Lorde Antonoff Malay      | 4:15    |  |
| 8.                          | "Dominoes"                                | Yelich-O'Connor Antonoff                | Lorde Antonoff            | 2:03    |  |
| 9.                          | "Big Star"                                | Yelich-O'Connor Antonoff                | Lorde Antonoff            | 2:47    |  |
| 10.                         | "Leader of a New Regime"                  | Yelich-O'Connor                         | Lorde Antonoff Malay      | 1:33    |  |
| 11.                         | "Mood Ring"                               | Yelich-O'Connor Antonoff                | Lorde Antonoff            | 3:45    |  |
| 12.                         | "Oceanic Feeling"                         | Yelich-O'Connor                         | Lorde Antonoff            | 6:39    |  |
| Duração total:              | Duração total:                            | Duração total:                          | Duração total:            | 43:09   |  |

| Faixas bônus da edição deluxe |                  |                 |                |         |  |
| N.º                           | Título           | Compositor(es)  | Produtor(es)   | Duração |  |
| 13.                           | "Helen of Troy"  | Yelich-O'Connor | Lorde Antonoff | 2:52    |  |
| 14.                           | "Hold No Grudge" | Yelich-O'Connor | Lorde Antonoff | 4:26    |  |
| Duração total:                | Duração total:   | Duração total:  | Duração total: | 50:34   |  |

## Histórico de lançamento
| Região   | Data                 | Formato(s)                       | Versão | Gravadora                   | Ref.                 |
| -------- | -------------------- | -------------------------------- | ------ | --------------------------- | -------------------- |
| Diversas | 20 de agosto de 2021 | Download digital streaming vinil | Padrão | Universal Music New Zealand | [ 59 ] [ 62 ] [ 63 ] |
| Diversas | 20 de agosto de 2021 | Box set vinil                    | Deluxe | Universal Music New Zealand | [ 61 ] [ 64 ]        |